# Réseau routier des Pyrénées-Orientales
Les routes des Pyrénées-Orientales sont des routes qui relient la péninsule Ibérique au reste de l'Europe en passant à travers les Pyrénées-Orientales.
Au 31 décembre 2017, la longueur totale du réseau routier du département des Pyrénées-Orientales est de 6 792 kilomètres, se répartissant en 53 kilomètres d'autoroutes, 140 kilomètres de routes nationales, 2 154 kilomètres de routes départementales et 4 445 kilomètres de voies communales.

## Histoire

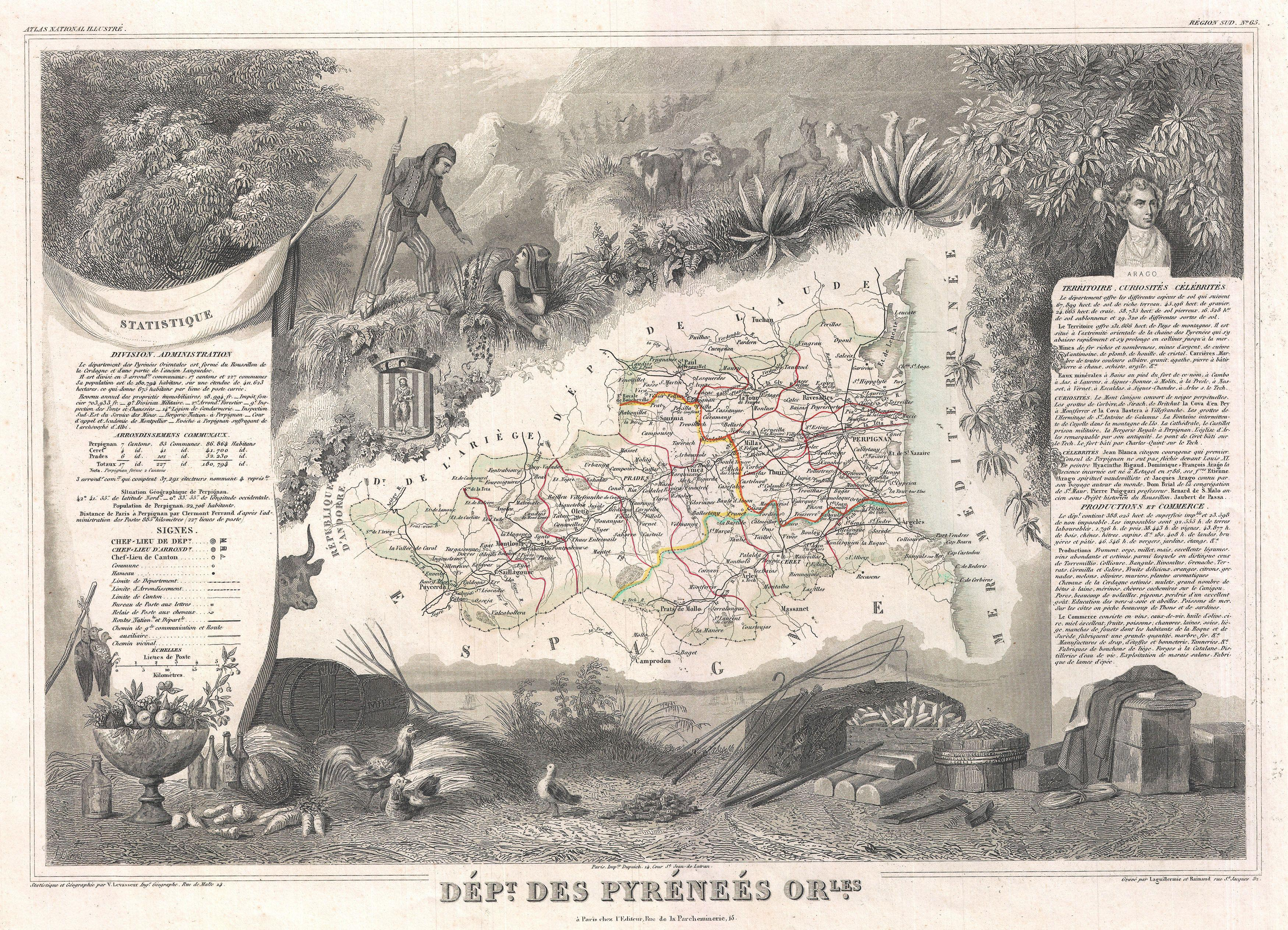
Carte Levasseur du département des Pyrénées-Orientales (1852)

### Les origines
Les Pyrénées-Orientales ont été très tôt desservies par des voies praticables du fait de leur position stratégique entre la péninsule ibérique et le reste de l'Europe.
Dans l'Antiquité, les Romains construisent la Via Domitia afin d'assurer une liaison rapide et sûre entre leurs colonies d'Hispanie et l'Italie via la Gaule Narbonnaise (on est alors avant la conquête du reste de la Gaule par César au Ier siècle av. J.-C.).
Les trois vallées (du nord au sud : l'Agly, la Têt et le Tech comportaient également des voies de communication assurant le lien entre l'arrière pays montagneux et la plaine littorale.
Ces itinéraires vont tout naturellement perdurer et se développer au Moyen Âge et plus tard, jusqu'aux XVIIe siècle et XVIIIe siècle. Les premiers travaux importants d'aménagement lourd des routes vont alors être réalisés.

### XVIIIesiècle
De 1750 à 1784, l’ensemble du réseau routier est pour la première fois cartographié à grande échelle (au 86400e) et de manière complète par Cassini de Thury, à la demande de Louis XV. Ces cartes sont d’une grande richesse toponymique, mais d’une grande pauvreté quant à la figuration du relief et de l’altimétrie. De même les chemins secondaires sont rarement représentés, du fait d’une part de leur état médiocre, d’autre part de leur faible importance économique.

### XIXesiècle
Au XIXe siècle le réseau est développé à mesure de l'industrialisation et de la mise en exploitation massive des mines de l'arrière-pays (Canigou, Conflent, etc.). Un réseau de chemin de fer est alors développé, rayonnant à partir de Perpignan et de la ligne littorale transfrontalière.
L’Atlas national illustré réalisé par Victor Levasseur est un précieux témoignage du XIXe siècle, les cartes coloriées à la main sont entourées de gravures indiquant statistiques, notes historiques et illustrations caractéristiques des départements. Sur ces cartes sont représentées les routes, voies ferrées et voies d'eau. Par ailleurs, les départements sont divisés en arrondissements, cantons et communes.

### XXesiècle
La période d'après guerre voit, avec la démocratisation de l'automobile, une véritable explosion dans le développement des infrastructures routières, aux dépens du rail. L'autoroute A9 assure bientôt (vers 1975) une liaison vers Paris au nord et Barcelone et l'Espagne au sud, en suivant l'antique itinéraire de la Via Domitia.

#### Réforme de 1930
Devant l'état très dégradé du réseau routier au lendemain de la Première Guerre mondiale et l'explosion de l'industrie automobile, l'État, constatant l'incapacité des collectivités territoriales à remettre en état le réseau routier pour répondre aux attentes des usagers, décide d'en prendre en charge une partie. L'article 146 de la loi de finances du 16 avril 1930 prévoit ainsi le classement d'une longueur de l'ordre de 40 000 kilomètres de routes départementales dans le domaine public routier national.
En ce qui concerne le département des Pyrénées-Orientales, ce classement devient effectif à la suite du décret du 28 décembre 1930.

#### Réforme de 1972
En 1972, un mouvement inverse est décidé par l'État. La loi de finances du 29 décembre 1971 prévoit le transfert dans la voirie départementale de près de 53 000 kilomètres de routes nationales. Le but poursuivi est :
- d'obtenir une meilleure responsabilité entre l'État et les collectivités locales en fonction de l'intérêt économique des différents réseaux,
- de permettre à l'État de concentrer ses efforts sur les principales liaisons d'intérêt national,
- d'accroître les responsabilités des assemblées départementales dans le sens de la décentralisation souhaitée par le gouvernement,
- d'assurer une meilleure gestion et une meilleure programmation de l'ensemble des voies.

Le transfert s'est opéré par vagues et par l'intermédiaire de plusieurs décrets publiés au Journal officiel. Après concertation, la très grande majorité des départements a accepté le transfert qui s'est opéré dès 1972. En ce qui concerne le département des Pyrénées-Orientales, le transfert est acté avec un arrêté interministériel publié au journal officiel le 28 décembre 1974.
Dans les années 1980-1990, l'accroissement de la population rend nécessaire l'aménagement d'un réseau de voies rapides depuis Perpignan :
- RD 612A vers Thuir (à partir des années 1990, dénivellation progressive)
- RD 617 vers Canet-en-Roussillon (1990-2001)
- RD 914 (ex-RN 114) vers l'Espagne par la Côte Vermeille
- RN 116 vers Prades et l'Andorre.
- RD 900 (ex-RN9) vers Rivesaltes / Le Barcarès

### XXIesiècle

#### Réforme de 2005
Une nouvelle vague de transferts de routes nationales vers les départements intervient avec la loi du 13 août 2004 relative aux libertés et responsabilités locales, un des actes législatifs entrant dans le cadre des actes II de la décentralisation où un grand nombre de compétences de l'État ont été transférées aux collectivités locales. Dans le domaine des transports, certaines parties des routes nationales sont transférées aux départements et, pour une infime partie, aux communes (les routes n'assurant des liaisons d'intérêt départemental).
Le décret en Conseil d’État définissant le domaine routier national prévoit ainsi que l’État conserve la propriété de 8 000 kilomètres d’autoroutes concédées et de 11 800 kilomètres de routes nationales et autoroutes non concédées et qu'il cède aux départements un réseau de 18 000 kilomètres.
Dans le département des Pyrénées-Orientales, le transfert est décidé par arrêté préfectoral signé le 9 septembre 2005. 105 kilomètres de routes nationales sont déclassées. La longueur du réseau routier national dans le département passe ainsi de 245 kilomètres en 2004 à 141 en 2006 pendant que celle du réseau départemental s'accroît de 2 035 à 2 130 kilomètres.
Les routes nationales déclassées en 2006 sont :
- Route nationale 9
  - dept. de l'Aude - Salses - Perpignan - Le Boulou - Le Perthus - Espagne
  - déclassée en RD900
- Route nationale 114
  - Perpignan - Elne - Argelès-sur-Mer - Cerbère - Espagne
  - déclassée en RD914

## Caractéristiques du réseau

### Consistance du réseau
Le réseau routier comprend cinq catégories de voies : les autoroutes et routes nationales appartenant au domaine public routier national et gérées par l'État, les routes départementales appartenant au domaine public routier départemental et gérées par les conseils généraux et les voies communales et chemins ruraux appartenant respectivement aux domaines public et privé des communes et gérées par les municipalités. Le linéaire de routes par catégories peut évoluer avec la création de routes nouvelles ou par transferts de domanialité entre catégories par classement ou déclassement, lorsque les fonctionnalités de la route ne correspondent plus à celle attendues d'une route de la catégorie dans laquelle elle est classée. Ces transferts peuvent aussi résulter d'une démarche globale de transfert de compétences d'une collectivité vers une autre.
Au 31 décembre 2011, la longueur totale du réseau routier du département des Pyrénées-Orientales est de 5 909 kilomètres, se répartissant en 53 kilomètres d'autoroutes, 140 kilomètres de routes nationales, 2 153 kilomètres de routes départementales et 3 562 kilomètres de voies communales.
Il occupe ainsi le 85e rang au niveau national sur les 96 départements métropolitains quant à sa longueur et le 80e quant à sa densité avec 1,4 kilomètre par kilomètre carré de territoire.
Trois grandes réformes ont contribué à faire évoluer notablement cette répartition : 1930, 1972 et 2005.
L'évolution du réseau routier entre 2002 et 2017 est présentée dans le tableau ci-après.
|                        | 2002  | 2003  | 2004  | 2005  | 2006  | 2007  | 2008  | 2009  | 2010  | 2011  | 2012  | 2013  | 2014  | 2015  | 2016  | 2017  |
| ---------------------- | ----- | ----- | ----- | ----- | ----- | ----- | ----- | ----- | ----- | ----- | ----- | ----- | ----- | ----- | ----- | ----- |
| Autoroutes             | 52    | 52    | 53    | 52    | 52    | 53    | 53    | 53    | 53    | 53    | 53    | 53    | 53    | 53    | 53    | 53    |
| Routes nationales      | 245   | 245   | 245   | 135   | 141   | 140   | 140   | 140   | 140   | 140   | 140   | 140   | 140   | 140   | 140   | 140   |
| Routes départementales | 2 041 | 2 037 | 2 035 | 2 031 | 2 130 | 2 161 | 2 157 | 2 157 | 2 155 | 2 153 | 2 163 | 2 162 | 2 167 | 2 167 | 2 164 | 2 154 |
| Voies communales       | 3 118 | 3 138 | 3 173 | 3 184 | 3 212 | 3 286 | 3 286 | 3 526 | 3 562 | 3 562 | 3 784 | 3 898 | 3 898 | 4 108 | 4 308 | 4 445 |
| TOTAL                  | 5 456 | 5 472 | 5 506 | 5 402 | 5 535 | 5 640 | 5 636 | 5 876 | 5 910 | 5 908 | 6 140 | 6 253 | 6 258 | 6 468 | 6 665 | 6 792 |

| Pour des raisons techniques, il est temporairement impossible d'afficher le graphique qui aurait dû être présenté ici. |
| Source: lindependant                                                                                                   |

### Routes nationales
- Route nationale 20
  - dept. de l'Ariège - Tunnel de Puymorens - Ur - Bourg-Madame
- Route nationale 22
  - Col de Puymorens - principauté d'Andorre (Pas de la Casa)
- Route nationale 116
  - Perpignan - Prades - Mont-Louis - Bourg-Madame
- Route nationale 320
  - Ancien itinéraire de la RN20 avant la construction du tunnel de Puymorens.

## Réalisations ou événements récents

### Route nationale 116
- La route nationale 116 relie Perpignan à Bourg-Madame : elle assure ainsi le lien entre la plaine littorale et la Cerdagne, et permet de rejoindre la principauté d'Andorre.
- Cet axe supporte un important trafic poids-lourds, ce qui nécessite des aménagements importants.
- Mise à 2x2 voies entre Perpignan et Prades :
  - La route est actuellement à 2x2 voies entre Perpignan et Ille-sur-Têt. Les travaux de cette section ont commencé au début des années 1990 avec en première phase une chaussée à 2x1 voies dénivelée sur quelques sections (ouverture de la déviation d'Ille en 1992). L'aménagement c'est ensuite poursuivi avec le doublement progressif de la route, la construction de la déviation de Néfiach (ouverture vers 1998) et la construction de la deuxième chaussée de la déviation d'Ille-sur-Têt (achevée en 2002).
  - La section Ille-sur-Têt - Prades a fait l'objet d'une enquête d'utilité publique en décembre 2006/janvier 2007, conséquence de la disponibilité des crédits pour engager les travaux sur ce tronçon. On peut en espérer un achèvement à l'horizon 2015-2020.
- Aménagements entre Prades et Bourg-Madame :
  - Plusieurs aménagements vont être / ont été réalisés sur le reste de l'itinéraire. À l'ouest de Villefranche-de-Conflent, un créneau de dépassement à 2x2 voies a été réalisé récemment.
  - La déviation d'Olette devrait être mise en chantier prochainement.
  - D'autres créneaux de dépassement, aménagements de carrefours et déviations sont actuellement à l'étude mais les crédits semblent rester insuffisants.

### Route départementale 117
- Ancienne route nationale 117, déclassée en 1973, la RD117 dessert la vallée de l'Agly et assure la liaison entre Perpignan, le Fenouillèdes et les départements de l'Aude et de l'Ariège (villes de Quillan et de Foix.
- Afin de rendre cet itinéraire assez sinueux plus confortable et plus rapide, divers aménagements y sont prévus.
- Dans les années 1990 un échangeur a été réalisé au nord de l'aéroport Perpignan-Rivesaltes afin de fluidifier la circulation et de permettre l'établissement d'un créneau à 2x2 voies.
- Aujourd'hui, plusieurs opérations vont être réalisées d'ici à 2020 :
  - Déviations d'Espira-de-l'Agly, Cases-de-Pène, Estagel, Maury, Saint-Paul-de-Fenouillet et Caudiès-de-Fenouillèdes, actuellement à l'étude et dont la construction est prévue à partir de 2016.
  - Divers élargissements et corrections de tracés afin de supprimer ou d'adoucir certains virages particulièrement raides.
  - Mise à 2x2 voies entre Perpignan et Rivesaltes, dont les travaux devraient commencer fin 2007 (déclaré d'utilité publique au début de l'année 2007).

### Routes départementales 115 et 618
- Liaison Argelès-sur-Mer - Le Boulou :
  - Route express à 2x1 voies avec échangeurs dénivelés.
  - Mise en chantier vers 1998-1999, ouverture entre Argelès-sur-Mer (RD914 sortie 11) et Saint-Génis-des-Fontaines en 2002 (7,5 kilomètres).
  - Ouverture de la déviation du hameau des Agouillous à l'ouest de Saint-Genis début 2006 (2,5 kilomètres).
  - Travaux finis sur la section Agouillous - Le Boulou, avec création d'un nouvel échangeur dénivelé (environ 3 kilomètres).
- Liaison Le Boulou - Céret - Vallespir
  - L'opération prévoit la réalisation d'un nouvel itinéraire à 2x2 voies entre Le Boulou et Céret avec sens giratoires. La concertation publique a eu lieu à l'automne 2006 et les travaux devraient démarrer en 2009.
  - La déviation de Céret sera construite dans le prolongement de cet itinéraire, mais aucune date n'est pour l'instant avancée pour cette section..
  - Après Céret, la route sera aménagée sur place jusqu'à Amélie-les-Bains. L'aménagement entre Amélie et Prats-de-Mollo a été engagé en 1999 - 2000 (sécurisation des falaises, élargissement de la chaussée, correction de virages) et achevés en 2005[21].

### Route départementale 900 (ancienneRN9)
- L'ancienne route nationale 9, déclassée en 2006, a été grandement aménagée dès les années 1970, et son itinéraire a été doublé par l'autoroute A9 en 1975.
- La ville de Salses est déviée depuis les années 1980, et la route est à 2x2 voies entre le nord de Rivesaltes (autoroute A9 / échangeur 41) et Perpignan (Pénétrante Nord).
- Contournement ouest de l'agglomération de Perpignan :
  - Prévu de longue date, puis reporté à défaut de crédits, le projet a été relancé au début des années 2000 par le conseil général des Pyrénées-Orientales et la communauté d'agglomération de Perpignan. La nouvelle route a été déclarée d'utilité publique le 30 novembre 2004[22].
  - Il s'agira d'une voie rapide à 2x2 voies avec échangeurs dénivelés. Le projet a été divisé en deux phases.
  - En première phase, seul le tronçon nord sera réalisé. D'une longueur d'environ 2 000 mètres, il partira de l'actuelle voie rapide, le long de l'autoroute, juste au niveau du coude actuel quand la route entre dans la ville de Perpignan. La nouvelle voie express longera l'autoroute, franchira la Têt par un nouveau viaduc et s'embranchera sur l'actuel contournement. Les travaux devraient commencer vers 2009 pour un achèvement vers 2012.
  - La deuxième phase sera construite dans le prolongement de la première, en longeant l'autoroute. Sa réalisation devrait avoir lieu vers 2015.
- Contournement ouest du Boulou :
  - Il s'agit également d'un projet prévu depuis longtemps et qui avait été reporté du fait du manque de crédits. Les travaux ont débuté en 2006 et sont financés par le conseil général du département, pour une ouverture en juin 2010[23].
  - La nouvelle route, à 2x1 voies avec sens giratoires, contourne Le Boulou par l'ouest en passant sous l'autoroute A9.

### Route Départementale 914
- L'ancienne Route nationale 114, la RN114 a été déclassée en 2006 en Route Départementale 914.
- À terme elle devait être intégralement aménagée en voie rapide entre Perpignan et l'Espagne, quoique ce projet semble remis en cause par le manque de crédits et son intégration difficile sur la côte Vermeille.
- Voie express Perpignan Sud - Port-Vendres :
  - Les premiers aménagements dans la plaine littorale datent des années 1990.
  - La déviation d'Argelès-sur-Mer a été mise en service vers 1994 à 2x1 voies puis doublée ultérieurement.
  - La mise à 2x2 voies a ensuite été entreprise, avec la mise en service d'une nouvelle déviation d'Elne en 2001.
  - La section Collioure - Port-Vendres a été mise en service en 1994. Du fait du relief difficile au sud d'Argelès, elle est à 2x1 voies et comporte un viaduc et un tunnel. Elle se termine sur un échangeur inachevé, en attente d'un éventuel prolongement.
- Contournement de Banyuls-sur-Mer et Cerbère :
  - Ce contournement, dans la continuité de l'actuelle voie rapide, est prévu depuis une dizaine d'années. Cependant sa réalisation a été retardée du fait de l'opposition locale et du coût du chantier, en raison du relief de la Côte Vermeille qui va nécessiter la construction de viaducs et de tunnels. Le projet a été repris en main par le conseil général des Pyrénées-Orientales.
  - Avant le déclassement, les études de l'État n'avaient porté que sur la section Port-Vendres - Banyuls-sur-Mer. Le conseil général du département a donc engagé en 2006 celles concernant la section Banyuls-sur-Mer - Cerbère[23].
  - Du fait de l'avancement des études de la déviation de Banyuls, celle-ci pourrait être ouverte vers 2012-2015. Le département compte sur le programme européen transfrontalier pour financer la nouvelle route[23].

### Autres aménagements
- RD 83 : Autoroute A9 (éch.41) - Le Barcarès :
  - Cette voie rapide a été réalisée à partir des années 1980 en raison du fort trafic que connaît cette route, qui assure un lien entre le littoral et l'autoroute (Le Barcarès puis Leucate dans l'Aude).
  - Elle a d'abord été réalisée à 2x1 voies entre l'autoroute A9 et la route littorale RD81 avec échangeurs dénivelés, et à 2x2 voies dans sa desserte du Barcarès et de Port-Barcarès.
  - Le doublement de la section réduite a été entamé en 2006 avec la réalisation d'un premier tronçon de 4 kilomètres entre l'autoroute et Saint-Hippolyte (ouverture reportée à mai 2008). Les travaux ont été retardés en raison du manque de crédits de l'État pour le financement des fouilles archéologiques préventives[23].
- RD612 - RD615 : déviation de Thuir - Llupia - Terrats :
  - Divisé en deux phases (Thuir - Llupia et Llupia - Terrats), ce projet a fait l'objet d'une première concertation en 2007.
  - Cependant les travaux ne devraient débuter qu'en 2015 au plus tôt.
- RD 612 : déviation de Trouillas :
  - Concertation publique en 2007.
  - Travaux engagés après 2015
- Voie littorale :
  - Aménagement déviation sud de Cabestany et continuité de la voie littorale.
  - Concertation publique en 2007
  - Début des travaux en 2009.

## Sources
- Cartes de Cassini : site de Gallica,
- Projets et chantiers : Site du Conseil Général des Pyrénées-Orientales : Grands projets routiers